# 渋谷すばる LIVE TOUR 2024「Lov U」
『渋谷すばる LIVE TOUR 2024「Lov U」』（しぶたにすばる ライブ ツアー 2024 ラブユー）は、2024年11月3日から同年12月25日にかけて開催された渋谷すばるのライブツアー。2025年5月28日にトイズファクトリーから5枚目のライブBlu-rayとして発売された。

## 概要

### ライブツアー
- 本ツアーは、4thアルバム『Lov U』を引っ提げ、2024年11月3日から12月25日にかけて日本国内3か所および中国・上海市にて計5公演で開催されたライブツアーである[5][6][7][8][9][10][11][12][13]。
  - 発表当初は国内のみで開催のツアーであったが、同年9月23日に上海・SHANGHAI RED ROCK CENTERでの追加公演が発表された[17][18]。
  - 上海公演は自身初の海外でのワンマンライブである[19][注 1]。
  - 上海公演について渋谷は「中止をせざるを得なかった事がずっと心の中に悔しさとしてあったので、月日が流れ、随分遅れてしまいましたが、実現できて良かったです」と語っている[19]。
- 本ツアーの開催は、渋谷のトイズファクトリーへの移籍や前述のアルバム『Lov U』を発売することなどと共に発表された[6][7]。
- 本ツアーでは、アルバム『Lov U』の収録曲のほか、関ジャニ∞時代のソロ曲や独立当初の楽曲や本ツアーで初披露となったライブ限定曲「赤い花」など、全22曲が披露された[11][12][13]。
- 本ツアーでは、これまでのツアーと異なり、階段やソファ、ローテーブル、絨毯や大きな窓、フロアライトなどがステージ上に配備され、映像と実際の舞台を組み合わせた演出となっているほか[13]、ソロでは初の試みとして、バンドメンバーだけでなく2人のダンサーも帯同した[8][9][10]。
- 本ツアーのCD販売ブースにて、アルバム『Lov U』（初回生産限定盤・通常盤）をいずれか1点購入するごとに「『Lov U』告知ポスター」（B2サイズ）が1枚配布された[21]。

### 映像作品
- 前作『babu会 vol.2 2023.05.06 @Zepp Namba』から約2年ぶり、通常販売の映像作品としては『渋谷すばる LIVE TOUR 2016 歌』から約8年ぶりのリリース[注 2]。
- 本作は完全生産限定盤[注 3]、通常盤の2形態で発売。
- 本作には、2024年12月25日に開催された、千秋楽である埼玉・三郷市文化会館公演の模様を収録[14][15][16]。
- 完全生産限定盤には特典Blu-rayおよびグッズを付属。
  - 特典Blu-rayには、本ツアーのメイキング映像「渋谷すばる LIVE TOUR 2024「Lov U」 Documentary」を収録[14][15][16]。
  - 特典グッズとして、ライブフォトブックや本ツアーのライブグッズであるトートバッグ『トートーこの日がやって来た。』の色違いバージョン、ピクチャーチケット、ライブステージを再現したジオラマアクリルスタンドを付属[14][15][16][22][23]。
- 本作の発売を記念し、2025年5月10日・11日にそれぞれ大阪府と東京都にて、渋谷本人も登壇する先行上映イベント『渋谷すばる LIVE TOUR 2024「Lov U」スペシャル先行上映会』が開催された[14][15][16][24]。

#### 予約特典・購入者特典
| 特典内容                                    | 販売店                   |
| ------------------------------------------- | ------------------------ |
| メッシュポーチ                              | TOY'S STORE              |
| フォトカード                                | タワーレコード           |
| 印字サイン入りスマホサイズステッカー（2種） | HMV・HMV&BOOKS online    |
| ビジュアルシート（3枚）                     | Amazon.co.jp             |
| A4クリアポスター                            | 楽天ブックス             |
| アンブレラマーカー                          | セブンネットショッピング |

## ツアーの経緯

### 2024年
- 8月20日、自身の公式YouTubeチャンネル・Instagram・TikTokにて生配信を行い、トイズファクトリーへの移籍や4thアルバム『Lov U』を発売することなどと共に、本ツアーの開催が発表された[6][7]。
- 9月23日、中国・上海市のSHANGHAI RED ROCK CENTERでの追加公演が発表された[17][18]。
- 10月23日、渋谷の公式SNSにて、「ライブでしかやらない曲」として音源化されていない新曲「赤い花」が公開され、本ツアーに向けた振付動画が公開された[25][8][9][10][11][12][13]。
- 10月26日、本ツアーのライブグッズのラインナップが公開された[26]。
- 11月1日、本ツアーのCD販売ブースでの購入者の特典が発表された[21]。
- 11月3日 - 12月25日、本ツアーが日本国内3か所および中国・上海市にて計5公演で開催された[5][6][7][8][9][10][11][12][13]。
- 12月15日、本ツアーにて上海・SHANGHAI RED ROCK CENTER公演を行い、自身初の海外でのワンマンライブが開催された[19]。
- 12月24日、埼玉・三郷市文化会館公演の1日目にて、本ツアーのライブBlu-rayの発売やファンミーティング『渋谷すばる FAN MEETING 2025』の開催が発表された[11][12][13]。
- 12月26日、本ツアーのライブグッズのオンラインストアでの販売が開始された[26][27]。

### 2025年
- 3月3日、本作の発売が発表された[14][15][16]。
- 3月26日、本作のダイジェスト映像が公開された[28]。
- 4月5日、本作のジャケット写真や完全生産限定盤の封入特典の詳細が公開された[22][23]。
- 4月6日、本作の本編映像より、「ストライクゾーン」のライブ映像が公開された[29]。
- 4月18日、本作のショップ別オリジナル特典デザインが発表された[30]。
- 4月26日、本作の本編映像より、「アオ」のライブ映像が公開された[31]。
- 5月10日・11日、本作の上映イベントが開催された（[14][15][16]。
- 5月26日 - 6月1日、本作の発売を記念し、東京・西武新宿駅前のユニカビジョンにて、本作の本編映像から「Lov U」と「アオ」と「ロマンス横丁」のライブ映像が放映された[32]。
- 5月27日より、全国のHMV店舗およびHMV&BOOKS onlineにて、本作の購入時に先着で『別冊the music & movie master渋谷すばる特別号』（全3種、ランダム）が配布された
- 5月27日 - 6月2日[33]。
  - 本作の発売を記念し、東京・HMV&BOOKS SHIBUYAにて、本ツアーで渋谷が着用した衣装の展示が開催された[33]。
  - 本作の発売を記念し、東京・HMV&BOOKS SHIBUYAと大阪・HMV&BOOKS SHINSAIBASHIにて、本ツアーのパネル展が開催された[33]。
  - 全国のHMV店舗にて、渋谷による手書きのメッセージコメントカードが掲示された[33][注 4]。
- 5月28日、本ツアーの模様を収めた同タイトルの5thライブBlu-rayが発売された[14][15][16]。
- 5月28日 - 6月2日、東京・HMV&BOOKS SHIBUYAと大阪・HMV&BOOKS SHINSAIBASHIにて、本ツアーのライブグッズの一部が店頭で販売された[33][注 5]。

## 公演日程
| 年     | 月   | 日   | 開演時間 | 会場                                                 |
| ------ | ---- | ---- | -------- | ---------------------------------------------------- |
| 2024年 | 11月 | 3日  | 18:00    | Niterra日本特殊陶業市民会館 ビレッジホール（愛知県） |
| 2024年 | 11月 | 24日 | 18:00    | 神戸国際会館 こくさいホール（兵庫県）                |
| 2024年 | 12月 | 15日 | 18:30    | SHANGHAI RED ROCK CENTER（中国・上海市）             |
| 2024年 | 12月 | 24日 | 19:00    | 三郷市文化会館（埼玉県）                             |
| 2024年 | 12月 | 25日 | 19:00    | 三郷市文化会館（埼玉県）                             |

## 販売形態
- 発売日：2025年5月28日
  - 完全生産限定盤（PPTF-7125：2Blu-ray+GOODS）[注 3]
    - 『Photo Book』付属。
    - 本ツアーのライブグッズ『トートーこの日がやって来た。』（トートバッグ、色違いバージョン）付属。
    - 『ピクチャーチケット』付属。
    - 『ジオラマアクリルスタンド』付属。

  - 通常盤（TFXQ-78280：Blu-ray）

## チャート成績
- オリコンチャート
  - 2025年5月27日付の「オリコンデイリー Blu-rayランキング」で初登場10位を獲得した[1]。
  - 初週2,075枚を売り上げ、2025年6月9日付の「オリコン週間 ミュージックBlu-rayランキング」で週間7位を獲得した[2]。
  - 初週2,075枚を売り上げ、2025年6月9日付の「オリコン週間 ミュージックDVD・Blu-rayランキング」で週間8位を獲得した[3]。
  - 初週2,075枚を売り上げ、2025年6月9日付の「オリコン週間 Blu-rayランキング」で週間13位を獲得した[4]。

## 収録内容

### 本編映像（セットリスト）
※埼玉・三郷市文化会館公演（2024年12月24日・25日開催）のセットリスト。
1. First Song
2. 君らしくね
3. Lov U
4. ライム
5. アオ
6. ロマンス横丁
7. トラブルトラベラ
8. ベルトコンベアー
9. 爆音
10. ないしょダンス

〈MC〉
1. 琉我
2. LOVE（クリスマスver.）
3. 一眼レフノ君
4. 渚と台風
5. 赤い花
6. ルピナス
7. ストライクゾ―ン
8. ココロオドレバ
9. 池
10. ワレワレハニンゲンダ
11. 人間讃歌

〈アンコール〉
1. 僕と君はネコ

### 特典映像（完全生産限定盤）
| #         | タイトル                                           | 作詞  | 作曲・編曲 | 時間  |
| --------- | -------------------------------------------------- | ----- | ---------- | ----- |
| 1.        | 「渋谷すばる LIVE TOUR 2024「Lov U」 Documentary」 |       |            | 64:09 |
| 合計時間: | 合計時間:                                          | 64:09 |            |       |

## 演出
オープニングでは、ステージ前に下げられた紗幕に、渋谷がギターをつま弾きながら楽譜にペンで歌詞を書き留める曲作り中の渋谷の映像が映し出され、制作の手を止めてカーテンのかかる窓へと近づいた、ムービー内の渋谷が客席に向かって手を伸ばすと、紗幕の向こう側にいる渋谷の姿がライトを浴びて浮かび上がり、紗幕が下ろされたまま1曲目の「First Song」が披露された。
2曲目の「君らしくね」で下ろされていた紗幕が上がり、続く「Lov U」ではハットからハイヒールまで赤で揃えた衣装に身を包んだ2人の女性ダンサーが登場し、スタンドマイクを渋谷の前に差し出し、サビでは3人で同じ振付を踊った。
7曲目からは、「トラブルトラベラ」「ベルトコンベアー」「爆音」と、1stアルバム『二歳』の収録曲がメドレー形式で披露された。
MCでは、渋谷が天の声「天さん」からの質問に応えるコーナーが行われた。
中盤では、2007年の関ジャニ∞（当時）のアルバム『KJ2 ズッコケ大脱走』に渋谷のソロ曲として収録された楽曲「琉我」が披露された。
2024年12月24日・25日に開催された埼玉・三郷市文化会館公演のみ、1stアルバム『二歳』のファンクラブ限定特典CD「全部一人でやってみたCD」に収録されたバラード「LOVE」がリリースから5年越しにクリスマスアレンジで初披露された。同曲はグループ脱退後からソロ始動するまでの間に抱えていた気持ちをしたためた楽曲であるため、元々人前では披露しないつもりだったというが、クリスマスイブおよびクリスマスに開催されたツアーファイナルであったため、クリスマスアレンジを施し初披露に至ったという。なお、サウンドには鐘の音が取り入れられ、ステージにはミラーボールがきらめき白い紙吹雪が舞うという演出となっていた。
ライブ後半の1曲目「一眼レフノ君」では、前半から衣装を変えた渋谷がステージ下手側のソファに座りながら歌い始め、切ない恋愛模様を吐露するように歌う演出となっていた。
本ツアーで初披露となったライブ披露限定の未音源化曲「赤い花」は、本ツアーのために渋谷が書き下ろした楽曲であり、渋谷の公式SNSにてライブグッズの「赤い花」を用いた振付動画が公開され、ライブでも渋谷と観客と共に振付を披露した。
関ジャニ∞時代のソロデビューシングルの表題曲であり、渋谷の主演映画『味園ユニバース』（ギャガ配給）の主題歌でもある「ココロオドレバ」も披露された。
ライブ本編最後の楽曲「人間讃歌」では、本間ドミノ（THE BOHEMIANS）のピアノ伴奏と歌から始まり、大宮啓之のギター、安達貴史のベース、茂木左（The ピーズ、the myeahns）のドラムの演奏が合流し、渋谷の様々な思いが伝わるボーカルで本編を締めくくった。
前述の埼玉公演のアンコールでは、2025年3月にファンミーティング『渋谷すばる FAN MEETING 2025』を開催することと、本ツアーの模様を収録したライブBlu-rayをリリースすることが発表された。
千秋楽である2024年12月25日の埼玉公演では、アンコールにて「僕と君はネコ」の歌唱後に一度ステージ袖に自身のスマートフォンを取りに戻り、「新曲聴きますか？ちょっとだけですけど」とマイクをスマートフォンのスピーカーに近づけてレコーディングを終えたばかりの楽曲の一部をサプライズで先行公開した。

## グッズ
※出典を参照。
| グッズ詳細                              | サブタイトル                                                                              | 価格      |
| --------------------------------------- | ----------------------------------------------------------------------------------------- | --------- |
| Tシャツ（ホワイト、M・L・XL）           | 純白の愛を身にまとえ！                                                                    | 各4,000円 |
| Tシャツ（スミ、M・L・XL）               | 捻れた愛は好きですか？                                                                    | 4,500円   |
| パーカー（もしくはフーディー）（M・XL） | 【アッシュ色のパーカー】 （美容院でアッシュにしてくださいって言ったことある？俺らはない） | 各6,800円 |
| フェイスタオル                          | 顔以外拭くな                                                                              | 2,500円   |
| ラバーバンド2本セット                   | お風呂屋さんのロッカーの鍵足首に付ける人どう思う？                                        | 800円     |
| ステッカーセット                        | もう好きにして！                                                                          | 1,000円   |
| トートバッグ                            | トートーこの日がやって来た。                                                              | 2,000円   |
| 愛のペンライト                          | お前の愛を振りまくれ！                                                                    | 4,500円   |
| アクリルスタンド                        | （等身大）                                                                                | 1,500円   |
| 赤い花                                  | あなたが赤い花を持つ世界はどんな宝石よりも美しい - ココ・スバル                           | 800円     |
| B3ポスター（3種）                       | 1.肉眼で見てる・2.ちょこんと座ってる・3.隠す事で逆に…                                     | 各1,000円 |

- ツアー期間中は会場販売のみ実施され、ツアー終了後の2024年12月26日よりオンラインストアでの販売が実施された[26][27]。
- 1会計で10,000円以上の会計ごとに「アクリルチェーンキーホルダー すばるをぶら下げろ！飼いならせ！」が1つずつ配布された[26]。
- オンラインストアでの販売は以下の商品のみ[27]。
  - 「Tシャツ（ホワイト）純白の愛を身にまとえ！」（M・L・XL）
  - 「Tシャツ（スミ）捻れた愛は好きですか？」（M・L・XL）
  - 「パーカー（もしくはフーディー）【アッシュ色のパーカー】（美容院でアッシュにしてくださいって言ったことある？俺らはない）」（M・XL）
  - 「フェイスタオル 顔以外拭くな」
  - 「ラバーバンド2本セット お風呂屋さんのロッカーの鍵足首に付ける人どう思う？」
  - 「アクリルスタンド（等身大）」
  - 「B3ポスター（1.肉眼で見てる・2.ちょこんと座ってる・3.隠す事で逆に…）」
- トートバッグ「トートーこの日がやって来た。」はツアー会場での販売で完売していたが、本ツアーの映像作品の完全生産限定盤の特典として、同商品の色違いバージョンが付属された[14][15][16]。

## 発売記念イベント
『渋谷すばる LIVE TOUR 2024「Lov U」スペシャル先行上映会』（しぶたにすばる ライブ ツアー 2024 ラブユー スペシャルせんこうじょうえんかい）は、2025年5月10日から同年5月11日にかけて開催された、本作のリリースを記念した渋谷すばるのイベント。

### 開催概要
- 本イベントは、HMV&BOOKS onlineでの対象の本作の購入者応募特典として、抽選で招待されたリリース記念イベントである[14][15][16][24]。
- 本イベントでは本作の特別編集版を先行上映するほか、渋谷本人も登壇した[14][15][16][24]。
- 会場などは、当選者のみへの通知となっている[24]。

### 公演日程（リリースイベント）
| 年     | 月  | 日   | 開演時間 | 都市   |
| ------ | --- | ---- | -------- | ------ |
| 2025年 | 5月 | 10日 | 15:00    | 大阪府 |
| 2025年 | 5月 | 11日 | 15:00    | 東京都 |